# Duodecim
Finska läkarföreningen Duodecim (finska: Suomalainen lääkäriseura Duodecim) stiftades 1881 i Helsingfors av 12 medicine kandidater i syfte att främja den medicinska vetenskapen och den praktiska läkarverksamheten, varvid man särskilt inriktade sig på att öka finska språkets användning på dessa områden och att förkovra den medicinska litteraturen på finska. En ordlista över medicinska termer på finska utgavs 1881. Finlands första tuberkulossanatorium Takaharju (Punkaharju, invigt 1903) byggdes 1901–1903 på initiativ av Duodecim, som 1921–1922 även utrustade tre ambulanser för Fjärrkarelen. 
En av sällskapets viktigaste uppgifter idag är att sprida kunskap om hälsovård och medicin i populariserad form. Fortbildning av läkare är en annan central verksamhetsform. Duodecim deltar årligen i föranstaltandet av fem så kallade läkardagar på olika håll i Finland. Under de senare år har Duodecim i samarbete med Finlands Akademi utarbetat konsensusutlåtanden gällande många av de vanligaste sjukdomarna i Finland och deras behandling. Duodecim anordnar vidare talrika sammankomster i utbildningssyfte för sina medlemmar och bedriver en livaktig publikationsverksamhet; bland dess publikationer märks tidskriften Duodecim, som utkommer sedan 1885. Terveydenhoitolehti, en för den stora allmänheten avsedd tidskrift, började utges 1889; dess efterföljare, Hyvä terveys, utkommer fortfarande. Förlagsaktiebolaget Duodecim, grundat 1984, är Finlands största förläggare av vetenskaplig litteratur, vartill numera kommer åtskilliga elektroniska tjänster, bland annat världens mest heltäckande samling vårdrekommendationer (EBM Guidelines). 
Som Duodecims förste ordförande (1881–1906) tjänstgjorde initiativtagaren, professor Matti Äyräpää. Ett efter honom uppkallat medicinskt pris för framstående forskargärningar utdelas årligen sedan 1969. Antalet medlemmar uppgick 2010 till drygt 20 000.